# 王春江
王春江（1952年—），中華民國陸軍中將，生於臺灣，畢業於陸軍官校43期裝甲兵科，曾任國防大學副校長兼任戰爭學院院長、國防部人力司長、國防部督察室主任、國防部總政戰局軍紀監察處長、陸軍裝甲584旅旅長等職，也是前任行政院退輔會主委暨現任駐丹麥代表李翔宙、國家年金改革委員會委員暨現任國民黨立委吳斯懷、前駐捷克共和國代表陸小榮、陳水扁第三任侍衛長陳再福等人的同期同學。在國防部督察室主任一職任內曾調查孫吉祥案與程士瑜案，也因調查嚴明，在軍中被戲稱為「李傑的東廠」，王春江與胡鎮埔、程士瑜三人早年在陸軍原有濃厚的革命情感，其中胡鎮埔高昇上將後，一路也拔擢程士瑜和王春江，三人都同受時任國防部長李傑重用和信賴，不過最後三人也傳出不合，尤其是王春江與胡鎮埔對上程士瑜，三人的關係走到今日，看在軍中眼裡也不勝欷噓。 
1. ↑  .   [2016-11-15]. （原始内容存档于2017-01-11）.
2. ↑  .   [2016-11-15]. （原始内容存档于2016-11-15）.
3. ↑  .   [2016-11-15]. （原始内容存档于2016-11-15）.
4. ↑  .   [2016-11-15]. （原始内容存档于2019-06-11）.
5. ↑  .   [2016-11-15]. （原始内容存档于2016-11-16）.
6. ↑  臺軍高層惡鬥內幕：陳水扁暗中操作護軍權 的存檔，存档日期2016-11-16.
7. ↑  .   [2016-11-15]. （原始内容存档于2019-06-10）.